# Mindre tallkvistbock
Mindre tallkvistbock (Pogonocherus decoratus) är en skalbagge i familjen långhorningar.

## Kännetecken
Mindre tallkvistbock blir 4–6 millimeter lång och har en mörkbrunspräcklig färgteckning med inslag av svart och grått. Antennerna är något längre än kroppen. Hanen har längre antenner än honan. De enskilda antennsegmenten är tvåfärgade, den inre delen mot antennbasen är ljus och den yttre delen mot spetsen är mörk. Skalbaggens ben är ganska korta och kraftiga. Fotsegmenten är liksom antennsegmenten ljusa innerst och mörka ytterst. På var sida av halssköldens finns ett tandformigt utskott. Täckvingarna är mestadels brunaktiga. Den mest distinkta teckningen är att det på var täckvinge finns ett ljusare gråaktigt, snett band. Bakom det ljusa bandet finns ett mörkt, bakåtsvängt band. 

### Larv
Den mindre tallkvistbockens larv når en längd på upp till 10 millimeter då den är färdigvuxen. Larven är vit och har inga synliga ben och en liten kitiniserad platta med ett litet tandlikt utskott på det sista ryggsegmentet.

## Utbredning
Mindre tallkvistbock förekommer i mellersta och södra Europa och österut till Baltikum och Ryssland. Den förekommer i Sverige, Finland och Norge och även i Danmark, dock med begränsning till södra Jylland och Själlands nordvästra del.

## Levnadssätt
Den mindre tallkvistbockens larvutveckling tar två år och är främst knuten till tall, även om det har uppgetts att även gran kan utnyttjas. Larven gnager gångar under barken på grenar som nyligen dött. Grenarna ska vara ganska tunna och ofta väljs sådana döda grenar som sitter kvar på levande träd, gärna tallar som står solexponerat. 
Förpuppningen sker under sensommaren och när hösten kommer kläcks en fullbildad skalbagge ur puppan. Skalbaggarna övervintrar gömda i förnan och kommer fram när det blir varmt igen följande försommar. Under soliga dagar kan de ses flyga mellan tallarna eller sitta på tallgrenar.